# Сарсоса-де-Ріо-Пісуерга
Сарсоса-де-Ріо-Пісуерга (ісп. Zarzosa de Río Pisuerga) — муніципалітет в Іспанії, у складі автономної спільноти Кастилія-і-Леон, у провінції Бургос. Населення — 36 осіб (2010).
Муніципалітет розташований на відстані близько 240 км на північ від Мадрида, 50 км на північний захід від Бургоса.

## Демографія
Динаміка населення (INE ):